# 魚谷侑未
魚谷 侑未（うおたに ゆうみ、1985年11月2日 - ）は、日本プロ麻雀連盟所属のプロ雀士（25期・七段）。新潟県柏崎市出身。趣味はゲーム、乗馬。

## 来歴
競馬漫画『風のシルフィード』を読んで騎手を志し、競馬学校に落ち、地元の高校に進学してからもトレーニングも行っていたが、2007年に麻雀を覚えてプロ雀士を志し、地元・柏崎市や愛知県豊橋市のフリー雀荘（2022〜2023シリーズMリーガー鈴木優が経営していた『ばとるふぃ〜るど』）で働きながら技術を磨く。
2008年9月、麻雀を覚えて1年、点数計算を覚えて3ヵ月でプロ試験に合格。2009年に日本プロ麻雀連盟所属のプロ雀士としてデビュー。
2011年、第六期女流桜花に初出場で優勝。
2012年、和久津晶との勝負に勝ち、第七期女流桜花を連覇。
2012年10月、女流モンド杯初出場で初制覇。
2013年、モンド王座杯で初優勝。テレビ放映されるこの対局の優勝で応援してくれる人が顕著に増えたことを実感したという。
2013年、第23期最強戦で決勝卓に残り、沢崎誠が優勝し、魚谷は2位となる。
2014年、パリで行われた第一回リーチ麻雀世界選手権において総合11位で最優秀女性選手賞を受賞。
2016年7月、モンド王座杯を連覇し、史上最多3回目の優勝。
2018年1月、鳳凰戦B1で2位となりA2リーグに昇格。
2018年に行われたMリーグドラフト会議にて、セガサミーフェニックスから1位指名を受ける。
2018年11月、王位戦で女性2人目となる優勝。
2020年3月、Mリーグ2019においてリーグ初の1シーズン2回役満をあがるなど成果を上げ、レギュラーシーズン最高スコアと最高打点を記録した。
2021年1月16日に同じ日本プロ麻雀連盟に所属する宮澤太佑と入籍したことをTwitterにて発表。
2021年2月、女流モンド杯最多となる3回目の制覇。
2021年10月、モンド王座杯で自身の記録を更新する史上最多の4回目の優勝。
2021年12月17日、9年ぶりに第16期女流桜花で3回目の優勝。同決勝では、ここ10年女流桜花の決勝卓で幾度となく同席し、歴代最多4回の優勝を誇る仲田加南をマークする麻雀を初めて打ったと語っている。
2022年1月、鳳凰戦B1に降級。同年8月B2に降級。
同年10月22日、荒正義との最終戦オーラスまで及ぶ熱戦の末、女流雀士として初めての十段位獲得。
2023年7月9日、第2期小島武夫杯帝王戦優勝。
2023年12月23日、麻雀日本シリーズ優勝(女性としては初)
2023年12月27日、第18期女流桜花で4度目の優勝
2024年6月10日、契約満了によりセガサミーフェニックスを退団
2025年5月19日、日本プロ麻雀連盟から団体推薦を受け、Mトーナメントに出場が決まり。新旧フェニックス対決に期待。

## 人物
第六期第七期女流桜花優勝で二度とも涙を流すなど、プロ入り当初は嬉しい悲しいにかかわらずよく泣いていたため、鳴きの多い雀風とかけて、泣き虫マーメイドとも言われていた。
2022年5月から『近代麻雀』にて、魚谷をモデルにした『泣き虫マーメイド』が連載開始。
最初に女流桜花をとったときは、好きな人にフラれたため、自分には麻雀しかないという気持ちで優勝した。目標であったタイトルである女流桜花を獲得してしまったため、その後1年ほどは燃え尽きていた。
第七期女流桜花決勝を争った和久津晶とは良いライバル関係であるとインタビューで語っている。
男女混合タイトルを取った頃から目標は鳳凰位となっている。
2011年頃に女流研修会で出会ってから高宮まりとは親友、第10回のモンド王座決定戦では同卓してタイトルを争ったが、自身3位、高宮4位と奮わなかった。高宮からは取扱説明書として、「思ったことをハッキリ言う」「その時好きなものをtwitterで調べてからプレゼントをあげるとよい」「不満があるとtwitterで発表されます」「興味のないことは誘っても応じてくれないのでNGです」「絵とか景色にはあまり興味がない」「猫のように気まぐれでかわいい方」等と（愛情をもって）評されている

## 雀風
近年は鳴くことが減っているが、名前に「魚」が含まれていることに加え、鳴き仕掛けを多用する打ち筋から「最速マーメイド」とも呼ばれる。また、タイトル獲得数の多さから「女流最強」とも呼ばれている。2012年頃には、私が鳴きを志したときに、楽な道じゃないし、人から認められにくいし、嫌われる可能性もあるなぁって分かっていたけど、その道を選んだと語っている。
得意な手役は「鳴き仕掛けでも満貫になりやすい」という理由で混一色（ホンイツ）。

## 獲得タイトル
- 十段位 (第39期)
- 王位（第44期）
- Mリーグ MVP（2019-20）
- 鸞和（第1期）
- 麻雀日本シリーズ（2023）
- 日本オープン（第16回）
- 女流桜花 (第6期・第7期・第16期・第18期)
- 小島武夫杯帝王（第2期）
- 女流日本シリーズ（2018）
- モンド王座  (第9回・第11回・第12回・第17回)
- 女流モンド杯（第10回・第12回・第18回・第20回）
- WORLD RIICHI Online Team League 勇往邁進（魚谷侑未・白鳥翔・松本吉弘・三浦智博）チームとして優勝

## Mリーグ成績
| シーズン | チーム                 | 半荘 | 個人スコア | 個人スコア | 個人スコア | 最高スコア | 最高スコア | 4着回避率 | 4着回避率 | 連対率 | トップ率 | 平均 着順 | 1着 | 1.5 | 2着 | 2.5 | 3着 | 3.5 | 4着 | 参照   |
| シーズン | チーム                 | 半荘 | Pt         | 順位       | 平均       | 点         | 順位       | 率        | 順位      | 連対率 | トップ率 | 平均 着順 | 1着 | 1.5 | 2着 | 2.5 | 3着 | 3.5 | 4着 | 参照   |
| -------- | ---------------------- | ---- | ---------- | ---------- | ---------- | ---------- | ---------- | --------- | --------- | ------ | -------- | --------- | --- | --- | --- | --- | --- | --- | --- | ------ |
| 2018-19  | セガサミーフェニックス | 27   | ▲249.1     | 18/21      | ▲9.2       | 53,000     | ――         | 0.67      | 17/21     | 40.7%  | 18.5%    | 2.72      | 5   | 0   | 6   | 1   | 6   | 0   | 9   | [ 17 ] |
| 2019-20  | セガサミーフェニックス | 27   | 451.4      | 1/29       | 16.7       | 94,400     | 1/29       | 0.8148    | 5T/29     | 66.7%  | 37.0%    | 2.15      | 10  | 0   | 8   | 0   | 4   | 0   | 5   | [ 18 ] |
| 2020-21  | セガサミーフェニックス | 26   | ▲179.3     | 23/30      | ▲6.9       | 41,600     | 29/30      | 0.8462    | 3T/30     | 42.3%  | 15.4%    | 2.58      | 4   | 0   | 7   | 0   | 11  | 0   | 4   | [ 19 ] |
| 2021-22  | セガサミーフェニックス | 26   | ▲128.7     | 21/32      | ▲5.0       | 58,800     | 17/32      | 0.6923    | 24/32     | 38.5%  | 23.1%    | 2.69      | 6   | 0   | 4   | 0   | 8   | 0   | 8   | [ 20 ] |
| 2022-23  | セガサミーフェニックス | 24   | ▲355.2     | 32/32      | ▲14.8      | 43,400     | 30/32      | 0.6667    | 26T/32    | 33.3%  | 12.5%    | 2.88      | 3   | 0   | 5   | 0   | 8   | 0   | 8   | [ 21 ] |
| 2023-24  | セガサミーフェニックス | 26   | ▲13.4      | 17/36      | ▲0.5       | 45,600     | 34/36      | 0.7308    | 22/36     | 53.8%  | 30.8%    | 2.44      | 8   | 0   | 6   | 0   | 4   | 1   | 7   | [ 22 ] |
| 通算     | 通算                   | 156  | ▲474.3     | ▲474.3     | ▲3.0       | 94,400     | 94,400     | 73.7%     | 73.7%     | 46.2%  | 23.1%    | 2.57      | 36  | 0   | 36  | 1   | 41  | 1   | 41  |        |

- 個人賞は規定打荘数（20半荘）以上の選手が対象
- 着順の1.5、2.5、3.5は1着同着、2着同着、3着同着
- 2019年シーズンから最高スコアが表彰対象に

| シーズン               | チーム                 | 半荘                   | 個人スコア             | 個人スコア             | 最高スコア             | 4着回避率              | 連対率                 | トップ率               | 平着                   | 1着                    | 1.5                    | 2着                    | 2.5                    | 3着                    | 3.5                    | 4着                    |                        |
| シーズン               | チーム                 | 半荘                   | Pt                     | 平均                   | 最高スコア             | 4着回避率              | 連対率                 | トップ率               | 平着                   | 1着                    | 1.5                    | 2着                    | 2.5                    | 3着                    | 3.5                    | 4着                    |                        |
| セミファイナルシリーズ | セミファイナルシリーズ | セミファイナルシリーズ | セミファイナルシリーズ | セミファイナルシリーズ | セミファイナルシリーズ | セミファイナルシリーズ | セミファイナルシリーズ | セミファイナルシリーズ | セミファイナルシリーズ | セミファイナルシリーズ | セミファイナルシリーズ | セミファイナルシリーズ | セミファイナルシリーズ | セミファイナルシリーズ | セミファイナルシリーズ | セミファイナルシリーズ | セミファイナルシリーズ |
| ---------------------- | ---------------------- | ---------------------- | ---------------------- | ---------------------- | ---------------------- | ---------------------- | ---------------------- | ---------------------- | ---------------------- | ---------------------- | ---------------------- | ---------------------- | ---------------------- | ---------------------- | ---------------------- | ---------------------- | ---------------------- |
| 2019-20                | セガサミーフェニックス | 6                      | 0.5                    | 0.1                    | 35,800                 | 83.3%                  | 66.7%                  | 16.7%                  | 2.33                   | 1                      | 0                      | 3                      | 0                      | 1                      | 0                      | 1                      |                        |
| 2021-22                | セガサミーフェニックス | 4                      | 18.1                   | 4.5                    | 48,500                 | 100%                   | 50.0%                  | 25.0%                  | 2.25                   | 1                      | 0                      | 1                      | 0                      | 2                      | 0                      | 0                      |                        |
| セミファイナル通算     | セミファイナル通算     | 10                     | 18.6                   | 1.9                    | 48,500                 | 90.0%                  | 60.0%                  | 20.0%                  | 2.30                   | 2                      | 0                      | 4                      | 0                      | 3                      | 0                      | 1                      |                        |
| ファイナルシリーズ     |                        |                        |                        |                        |                        |                        |                        |                        |                        |                        |                        |                        |                        |                        |                        |                        |                        |
| 2019-20                | セガサミーフェニックス | 6                      | 126.0                  | 21.0                   | 42,900                 | 100%                   | 83.3%                  | 33.3%                  | 1.83                   | 2                      | 0                      | 3                      | 0                      | 1                      | 0                      | 0                      |                        |
| 2021-22                | セガサミーフェニックス | 3                      | 32.3                   | 10.8                   | 36,100                 | 100%                   | 66.7%                  | 33.3%                  | 2.00                   | 1                      | 0                      | 1                      | 0                      | 1                      | 0                      | 0                      |                        |
| ファイナル通算         | ファイナル通算         | 9                      | 158.3                  | 17.6                   | 42,900                 | 100%                   | 77.8%                  | 33.3%                  | 1.89                   | 3                      | 0                      | 4                      | 0                      | 2                      | 0                      | 0                      |                        |
| ポストシーズン通算     | ポストシーズン通算     | 19                     | 176.9                  | 9.3                    | 48,500                 | 94.7%                  | 68.4%                  | 26.3%                  | 2.11                   | 5                      | 0                      | 8                      | 0                      | 5                      | 0                      | 1                      |                        |

## Mリーグの戦績
2018年 
ドラフト会議でセガサミーフェニックスから1位指名された。チームメンバーは近藤誠一と茅森早香。10月18日の第2試合で女流プロ第1号となる1勝目を挙げる。開幕前には男性プロと対等に戦えると宣言していたが不振から抜け出せず、個人スコアは全21選手中18位、チームも7チーム中6位でレギュラーシーズンを終えた。
2019年 
チームメンバーは近藤誠一と茅森早香と和久津晶。9月30日のシーズン開幕戦で勝利を飾ると、その後も好調を維持。2月27日の第1試合で国士無双、3月3日の2回戦で四暗刻と、リーグ史上初の2週連続1シーズン2度目の役満をアガる。個人としては個人スコア首位451.4pt、最高スコア9万4400点、10連続試合連対記録。セガサミーフェニックスはレギュラーシーズン首位。チームのファイナルシリーズ進出の大きな原動力となった。

## 作品

### 一般DVD
- 麻雀プロリーグ 至高の一局（2015年12月2日、AMGエンタテイメント）- 解説

## 出演

### 映画
- 麻雀最強戦 the movie（2022年11月18日公開、マグネタイズ）監督:原澤遊風[25]

### テレビ
- モンド麻雀プロリーグ（MONDO TV）

## 書籍

### 著書
- ゆーみんの現代麻雀が最速で強くなる本（2016年5月23日、鉄人社）ISBN 978-4865370577
  - 改訂版 ゆーみんの現代麻雀が最速で強くなる本（2020年10月1日、鉄人社）ISBN 978-4865371987
- 麻雀が強くなるための心と技術 (近代麻雀戦術シリーズ)（2019年10月2日、竹書房）ISBN 978-4801920286
- 近代麻雀特別付録小冊子 1 魚谷侑未何切る（2022年4月1日、竹書房）※2022年5月号付録
- 麻雀 押し引きのプロ技　勝負を決定づけるプロの選択肢と決断力 共著:白鳥翔（2023年7月27日、彩図社）ISBN 978-4801306660

### 関連本
- 泣き虫マーメイド 魚谷侑未物語 原作:須田良規 漫画:三尾じゅん太（2023年1月4日、竹書房）ISBN 978-4801933903
- Mリーガーの素顔（2023年12月5日 竹書房）著者:黒木真生 ※佐々木寿人・多井隆晴・滝沢和典・魚谷侑未など活躍中のMリーガー14名の素顔を語る。ISBN 978-4801937987